# سباق الطريق لأقل من 23 سنة للرجال - بطولة أوروبا للدراجات 2017
سباق الطريق لأقل من 23 سنة للرجال - بطولة أوروبا للدراجات 2017 (بالإنجليزية: 2017 European Road Championships – Men's U23 road race)‏ هو سباق دراجات هوائية، وهو الموسم رقم 23 من السباق، وأقيم في 5 أغسطس 2017، وامتدّ لمسافة 160.8 كيلومتر، وهو أحد سباقات بطولة أوروبا للدراجات 2017، وهو من نوع سباق الدراجات، وقد شارك في السباق 155 متسابقاً ووصل إلى نهايته 136 متسابقاً.
فاز فيه بالمركز الأول كاسبر بيدرسين، وبالمركز الثاني بينوا كوسنيفروي، وبالمركز الثالث مارك هيرشي.

## التصنيف العام النهائي
| \| التصنيف العام \| التصنيف العام \| التصنيف العام \| التصنيف العام \| التصنيف العام \| \| العداء \| العداء \| الفريق \| الوقت \| \| \| ------------- \| ------------------------- \| ----------------------------------------------------------------------------- \| ------------- \| ------------- \| \| 1 \| كاسبر بيدرسين \| منتخب الدنمارك الوطني لسباق الدراجات على الطريق للرجال تحت 23 سنة [لغات أخرى]‏ \| 3 س 31 د 04 ث \| \| \| 2 \| بينوا كوسنيفروي \| فريق فرنسا لركوب الدراجات للرجال تحت 23 سنة [لغات أخرى]‏ \| + 2 ث \| \| \| 3 \| مارك هيرشي \| منتخب سويسرا الوطني لسباق الدراجات على الطريق للرجال تحت 23 سنة [لغات أخرى]‏ \| + 2 ث \| \| \| 4 \| Petr Rikunov [الإنجليزية]‏ \| منتخب روسيا الوطني لسباق الدراجات على الطريق للرجال تحت 23 سنة [لغات أخرى]‏ \| + 3 ث \| \| \| 5 \| كريستوفر هالفورسن \| النرويج تحت 23 سنة \| + 3 ث \| \| \| 6 \| فابيو جاكوبسن \| منتخب هولندا الوطني لسباق الدراجات على الطريق للرجال تحت 23 سنة [لغات أخرى]‏ \| + 3 ث \| \| \| 7 \| Imerio Cima [الإنجليزية]‏ \| منتخب إيطاليا الوطني لسباق الدراجات على الطريق للرجال تحت 23 سنة [لغات أخرى]‏ \| + 3 ث \| \| \| 8 \| جاسبر فيليبسين \| منتخب بلجيكا الوطني لسباق الدراجات على الطريق للرجال تحت 23 سنة [لغات أخرى]‏ \| + 3 ث \| \| \| 9 \| Bram Welten [الإنجليزية]‏ \| منتخب هولندا الوطني لسباق الدراجات على الطريق للرجال تحت 23 سنة [لغات أخرى]‏ \| + 3 ث \| \| \| 10 \| Žiga Jerman [الإنجليزية]‏ \| منتخب سلوفينيا الوطني لسباق الدراجات على الطريق للرجال تحت 23 سنة [لغات أخرى]‏ \| + 3 ث \| \| |                   |                                                                    |               |  |
| |                   |                                                                    |               |  |
| مصدر: ProCyclingStats |                   |                                                                    |               |  |
| التصنيف العام |                   |                                                                    |               |  |
| العداء | العداء            | الفريق                                                             | الوقت         |  |
| 1 | كاسبر بيدرسين     | منتخب الدنمارك الوطني لسباق الدراجات على الطريق للرجال تحت 23 سنة ‏ | 3 س 31 د 04 ث |  |
| 2 | بينوا كوسنيفروي   | فريق فرنسا لركوب الدراجات للرجال تحت 23 سنة ‏                       | + 2 ث         |  |
| 3 | مارك هيرشي        | منتخب سويسرا الوطني لسباق الدراجات على الطريق للرجال تحت 23 سنة ‏   | + 2 ث         |  |
| 4 | Petr Rikunov ‏     | منتخب روسيا الوطني لسباق الدراجات على الطريق للرجال تحت 23 سنة ‏    | + 3 ث         |  |
| 5 | كريستوفر هالفورسن | النرويج تحت 23 سنة                                                 | + 3 ث         |  |
| 6 | فابيو جاكوبسن     | منتخب هولندا الوطني لسباق الدراجات على الطريق للرجال تحت 23 سنة ‏   | + 3 ث         |  |
| 7 | Imerio Cima ‏      | منتخب إيطاليا الوطني لسباق الدراجات على الطريق للرجال تحت 23 سنة ‏  | + 3 ث         |  |
| 8 | جاسبر فيليبسين    | منتخب بلجيكا الوطني لسباق الدراجات على الطريق للرجال تحت 23 سنة ‏   | + 3 ث         |  |
| 9 | Bram Welten ‏      | منتخب هولندا الوطني لسباق الدراجات على الطريق للرجال تحت 23 سنة ‏   | + 3 ث         |  |
| 10 | Žiga Jerman ‏      | منتخب سلوفينيا الوطني لسباق الدراجات على الطريق للرجال تحت 23 سنة ‏ | + 3 ث         |  |

## وصلات خارجية
- الموقع الرسمي
- لمحة عن سباق سباق الطريق لأقل من 23 سنة للرجال - بطولة أوروبا للدراجات 2017 على موقع  ProCyclingStats   (برو  سايكلنج  ستاتس) - إحصاءات  محترفي  الدراجات.
- سباق الطريق لأقل من 23 سنة للرجال - بطولة أوروبا للدراجات 2017 على موقع إحصائيات الدراجات الإحترافية (الإنجليزية)